# Кампан, Бернар
Бернар Кампан (фр. Bernard Campan; род. 4 апреля 1958, Ло и Гаронна, Ажен, Франция) — французский актёр, режиссёр, сценарист и продюсер. Участник французского комедийного трио «Незнакомцы».

## Биография
Бернар Кампан родился в Ажене. Своё детство провёл в Туре. Уехал в Париж, где записался на курсы Симона (фр. Cours Simon). В 1981 году он начинает играть в телевизионной передаче «Маленький театр Буварда» (фр. Le Petit Théâtre de Bouvard), где он знакомится со своими будущими друзьями Дидье Бурдоном и Паскалем Лежитимю.
Семью годами позже, они совместно с продюсером Полем Ледерманом создают комическое трио под названием «Незнакомцы» (фр. Les Inconnus). Снимают скетчи участвуя в программе «Télé des Inconnus», которые впоследствии стали культовыми и имели феноменально популярный успех.
В 2000-х годах происходит поворот в его карьере, возможно вызванный его встречей с философом Александром Жоллианом (фр. Alexandre Jollien). Он начинает сниматься всё больше в драматических ролях, таких как: «Вспоминать о прекрасном» и фильме «Сколько ты стоишь?», где его партнерами по съёмочной площадке были Жерар Депардьё, Моника Беллуччи и Жан-Пьер Дарруссен.
В настоящее время Бернар Кампан продолжает активно сниматься в кино. Из последних его киноработ можно выделить роль недоверчивого соседа в фильме «Однажды в Версале».

## Избранная фильмография
| Год  |   | Русское название             | Оригинальное название                  | Роль               |
| ---- | - | ---------------------------- | -------------------------------------- | ------------------ |
| 1985 | ф | Телефон всегда звонит дважды | Le téléphone sonne toujours deux fois  | Хуго               |
| 1995 | ф | Три брата                    | Les Trois Frères                       | Бернар Латур       |
| 1997 | ф | Пари                         | Le Pari                                | Бернар             |
| 1999 | ф | Огюстен, король кун-фу       | Augustin, roi du kung-fu               | Бутино             |
| 2000 | ф | Внеземной                    | L'extraterrestre                       | Йеб                |
| 2001 | ф | Трое волхвов                 | Les Rois mages                         | Мельхиор           |
| 2001 | ф | Вспоминать о прекрасном      | Se souvenir des belles choses          | Филипп             |
| 2003 | ф | Сердца мужчин                | Le Cœur des hommes                     | Антуан             |
| 2005 | ф | Сколько ты стоишь?           | Combien tu m’aimes?                    | Франсуа            |
| 2006 | ф | Мужчина её жизни             | L'Homme de sa vie                      | Фредерик           |
| 2007 | ф | Скрытое лицо                 | La Face cachée                         | Франсуа            |
| 2007 | ф | Сердца мужчин 2              | Le Cœur des hommes 2                   | Антуан             |
| 2009 | ф | Каждые две недели            | Une semaine sur deux                   | Франсуа            |
| 2009 | ф | Однажды в Версале            | Bancs publics (Versailles rive droite) | недоверчивый сосед |
| 2009 | ф | На посошок                   | Le Dernier pour la route               | Марк               |
| 2011 | ф | Три отца                     | Les Trois Pères                        | Бернар Латур       |
| 2021 | ф | Этому быть!                  | Presque                                | Луи                |

### Сценарист и режиссёр
| Год  |   | Русское название              | Оригинальное название                 | Роль         |
| ---- | - | ----------------------------- | ------------------------------------- | ------------ |
| 1985 | ф | Телефон всегда звонит дважды* | Le téléphone sonne toujours deux fois | Хуго         |
| 1995 | ф | Три брата                     | Les Trois Frères                      | Бернар Латур |
| 1997 | ф | Пари                          | Le Pari                               | Бернар       |
| 2001 | ф | Трое волхвов                  | Les Rois mages                        | Мельхиор     |
| 2007 | ф | Скрытое лицо                  | La Face cachée                        | Франсуа      |
| 2011 | ф | Три отца                      | Les Trois Pères                       | Бернар Латур |
| 2021 | ф | Этому быть!                   | Presque                               | Луи          |

- (режиссёр кроме фильма «Телефон всегда звонит дважды»)